# Albstedt (Hagen im Bremischen)
Albstedt (niederdeutsch Albst) ist eine Ortschaft in der Einheitsgemeinde Hagen im Bremischen im niedersächsischen Landkreis Cuxhaven.

## Geografie

### Lage
Albstedt liegt zwischen den Städten Bremerhaven und Bremen. Die Ortschaft befindet sich im südöstlichen Teil der Einheitsgemeinde Hagen im Bremischen.

### Nachbarorte
|                      | Bramstedt – Ortsteil Harrendorf             |                                                  |
| Dorfhagen Wulsbüttel | Kompassrose, die auf Nachbargemeinden zeigt |                                                  |
| Hoope                |                                             | Stadt Osterholz-Scharmbeck (Landkreis Osterholz) |

(Quelle:)

## Geschichte

### Eingemeindungen
Die Samtgemeinde Hagen entstand zum 1. Januar 1970 und umfasste mit Albstedt zunächst 16 Gemeinden. Nach § 7 des Gesetzes zur Neugliederung der Gemeinden im Raum Bremervörde vom 13. Juni 1973 (Nds. GVBl. S. 183) wurde die zuvor selbständige Gemeinde Albstedt im Zuge der Gebietsreform in Niedersachsen, die am 1. März 1974 stattfand, in die Gemeinde Wulsbüttel eingegliedert.
Im Juni 2013 wurde beschlossen, die Samtgemeinde Hagen zum 1. Januar 2014 aufzulösen und aus ihrem Gebiet die neue Einheitsgemeinde Hagen im Bremischen mit seinen 16 Ortschaften zu bilden.

### Einwohnerentwicklung
| Jahr      | 1824  | 1848  | 1910  | 1925  | 1933  | 1939  | 1950   | 1956   | 1961   | 1970   | 1973  | 2017  |
| --------- | ----- | ----- | ----- | ----- | ----- | ----- | ------ | ------ | ------ | ------ | ----- | ----- |
| Einwohner | – ¹   | 160 ² | 184   | 223   | 265   | 273   | 446    | 381    | 369    | 329    | 323   | 416   |
| Quelle    | [ 6 ] | [ 7 ] | [ 8 ] | [ 9 ] | [ 9 ] | [ 9 ] | [ 10 ] | [ 10 ] | [ 11 ] | [ 11 ] | [ 1 ] | [ 2 ] |

¹ 28 Feuerstellen

² in 28 Häusern
|  |

## Politik

### Gemeinderat und Bürgermeister
Auf kommunaler Ebene wird die Ortschaft Albstedt vom Rat der Gemeinde Hagen im Bremischen vertreten.

### Ortsvorsteher
Der Ortsvorsteher von Albstedt ist Philipp Lange (CDU). Die Amtszeit läuft von 2016 bis 2021.

### Wappen
Der Entwurf des Kommunalwappens von Albstedt stammt von dem Heraldiker und Wappenmaler Gustav Völker, der zahlreiche Wappen im Landkreis Cuxhaven erschaffen hat.
| Wappen von Albstedt | Blasonierung: „In von Gold und Blau schräglinks geteiltem Schilde, vorn eine schwarze, rot-bewehrte, schräglinks aufwärtsgerichtete Bärentatze, hinten eine silberne, heraldische, senkrecht aufgestellte Lilie.“                           |
| Wappen von Albstedt | Wappenbegründung: Die Bärentatze ist dem Wappen der Grafen von Hoya entlehnt, die im 14. Jahrhundert in Albstedt einen ansehnlichen Besitz hatten. Die Lilie erinnert an den Besitz des Klosters Lilienthal in Albstedt im 15. Jahrhundert. |

## Kultur und Sehenswürdigkeiten

### Bauwerke
- Großsteingrab Albstedt (wurde im 19. oder frühen 20. Jahrhundert zerstört)

### Denkmäler
Ein Kriegerdenkmal für die Gefallenen und Vermissten aus dem Ersten und Zweiten Weltkrieg steht in Albstedt auf dem Friedhof.

### Naturdenkmale
- Findling „Großer grauer Hengst“ (Verordnungsdatum 2. Oktober 1995)[15]
- Findling „Kleiner grauer Hengst“ (Verordnungsdatum 2. Oktober 1995)

### Vereine und Verbände
- Deutsches Rotes Kreuz – Ortsverein Albstedt[16]
- Förderverein der Hermann-Allmers-Schule „Impuls“
- Freiwillige Feuerwehr Albstedt
- Heimatverein Albstedt
- Schützenverein Albstedt und Umgebung e. V.[17]
- Theaterwerk e. V.[18]

## Sagen und Legenden
- Der graue Hengst in Albstedt[15][19]